# 친밀화
대중 매체의 영향과 관련하여 친밀화(Intimization)는 우리가 일반적으로 사생활로 이해할 수 있는 정보와 이미지를 널리 알리는 폭로 과정으로 광범위하게 정의된다. 이는 미디어를 포함하는 홍보 과정이며 시간이 지나면서 개인 정보와 이미지가 미디어로 흘러 들어가는 것과도 연관되어 왔다. 특히 이는 다른 맥락에도 적용될 수 있지만 주로 정치 맥락에서 사회 전반의 과정으로 연구되어 왔다.

## 정의
친밀화이라는 용어는 Van Zoonen이 1980년대 네덜란드 텔레비전 뉴스를 연구하면서 프로세스로 처음 사용 및 정의했다. 그녀는 이를 "사적 영역의 가치가 공적 영역으로 이전되는" 과정으로 정의한다. 이는 '인간의 관심 주제'에 더 큰 초점을 맞춘 것뿐만 아니라 "청중과 뉴스 독자 사이의 관계가 구성되는 방식이며 신중하게 고른 성격과 친밀한 대화 방식을 통해"에서도 나타난다.
Hirdmanet al. 1880년대 스웨덴 저널리즘의 변화를 연구할 때 이 용어를 사용한다. 그들은 친밀화를 가족, 성적 취향, 사적인 영역에 대한 저널리즘의 관심이 증가하는 과정으로 정의하며, 공적인 영역이 아닌 '친밀한 영역'이라고 부른다. 그들은 "주소 방식, 출처와의 관계, 시각적 표현 및 텍스트의 초점이 상호 작용하여 일종의 중간 의사 친밀감을 생성하는 것으로 보인다"고 주장한다.
민영화라는 용어는 때때로 동일한 과정을 의미하는 데 사용되기도 했다. 예를 들어 Rahat과 Sheafer는 민영화를 "개인 후보자의 개인 특성과 개인 생활에 대한 미디어의 초점"으로 정의하고는 한다. 그러나 이 용어의 사용은 국유 자산의 매각과 가장 일반적으로 연관되는 단어가 그 반대, 즉 민간 자산을 공개하지 않고 공공 자산을 민영화하는 것을 의미하므로 문제가 있다.
Stanyer는 프로세스로서의 친밀화는 주로 모든 사회에서 미디어 콘텐츠 형성 및 전파와 관련이 있으며 청중과 TV에 출연하는 사람들 사이의 준 사회적 또는 원격 매개 친밀감과 혼동되어서는 안 된다고 주장한다. 특히 1950년대 글을 쓴 Horton과 Wohl은 청중과 그들이 TV 화면에서 본 사람들 사이의 관계에 관심을 가졌는데 Horton과 Wohl은 청중이 노출되는 정보와 이미지에 관심이 없었고 공적인 문제와 사적인 문제를 구별하지 않았으며 오히려 청중과 TV에서 본 사람들 사이의 환상적(준사회적) 관계에 관심이 있었다. 또한 청중의 중요성을 경시하지 않으면서도 Stanyer는 친밀화 과정에서 중요한 것은 청중에게 노출되는 정보와 이미지라고 주장했다. 이는 공적/직업적 삶이 아닌 공인의 개인적/사적 삶으로 우리가 일반적으로 이해할 수 있는 정보와 이미지의 대량 노출이며 정보와 이미지는 가까운 관계에 있는 사람들 사이에서만 교환될 것으로 기대할 수 있다. 즉, 공인(정치인, 유명인, 스포츠 스타 등)은 우리에게 친숙할 뿐만 아니라(즉, 인지할 수 있음) 잠재적으로 그들의 개인 생활에 대한 더 많은 정보가 미디어를 통해 유통되고, 청중은 미디어를 통해 더 많은 정보에 노출되는 것이다. 공인의 사생활과 같은 이러한 측면에서 친숙함과 친밀함 사이에는 중요한 차이가 있다.
Stanyer는 정보의 흐름이 개인 생활의 세 가지 특정 영역 또는 영역에서 나올 수 있다고 주장한다. 첫 번째 영역은 [사람]의 '내면의 삶'에 관한 것이다. 여기에는 예를 들어 건강, 웰빙, 성적 취향, 개인 재정, 행위, 비행, 주요 이정표(예: 생일), 인생 경험 및 성취뿐만 아니라 개인이 원하는 삶의 방식에 대한 선택도 포함된다.
예를 들어 생활 방식 선택, 행동 방식, 종교 선택 또는 취향에 대한 질문이 있다.
두 번째 영역은 개인의 개인 생활에서 중요한 다른 사람들과 이러한 행위자들과의 관계에 관한 것이다. 여기에는 파트너, 기타 직계 및 확대 가족, 친구, 혼외 애인과의 관계가 포함된다.
세 번째 영역은 개인의 생활 공간에 관한 것이다. 여기에는 집을 포함하지만 개인이 공적인 기능을 수행하지 않고 가족 휴가와 같이 개인 정보 보호를 원할 수 있는 집 밖의 장소에서 일어나는 일도 포함된다.'
Stanyer는 친밀화가 "이 세 가지 영역의 정보 및 이미지를 공개하는 것"으로 구성되어 있다고 관찰하면서 그러한 정보가 공공 생활에 있는 사람들의 명시적 또는 묵시적 동의 여부에 관계없이 공개 영역에 들어갈 수 있기 때문에 본질적으로는 스캔들일 수 있다고 지적한다(사회적 규범의 위반을 드러내는 경우) 또는 스캔들에 해당하지 않는 경우. 전자의 예로는 "토크쇼나 자서전 에서 자기를 공개하는 행위가 미디어에서 재활용될 수 있다." 후자의 예로는 혼외정사를 드러내는 "피험자의 허락 없이 촬영된 무대 뒤에서 또는 쉬고 있는 사적인 정치인의 파파라치 사진이 포함될 수 있다"
요약하면, 이러한 정의에 따르면 초기화는 관련 개인의 명시적 또는 묵시적 동의 여부에 관계없이 공인의 개인 생활의 다양한 영역에서 나온 정보와 이미지를 공개하는 것을 포함하는 사회 전반의 '계시 과정'으로 볼 수 있다.

## 전통정치의 친밀화와 언론보도
공인의 사생활에 대한 가시성이 높아지는 것에 대해 많은 언급이 있었지만 체계적인 관심은 거의 받지 못했다. 또한 나타나는 결과는 다소 혼합되어 있었다. 이에 대해 Errera는 1990년부터 1997년까지 7년 동안 두 잡지 Paris Match 와 VSD 에서 프랑스 정치인의 사생활에 대한 보도를 분석했는데 그녀는 정치인의 관계, 개인 건강, 가정 및 가족 생활, 개인 재정 문제 및 전생이 특히 Jacques Chirac 및 François Mitterrand 와 같은 주요 프랑스 정치인에 대한 잡지 보도에서 매우 중요하다는 것을 발견했다.
영국 국가 지도자들의 개인 생활을 언급한 신문 기사에서 Langer는 시간이 지남에 따라 분명한 상승 추세를 발견했다. 그들의 사생활에 대한 보도는 1945년 지도자의 보도 중 약 1%에서 토니 블레어 총리 재임 기간(2007년) 동안 8%로 증가했다. 후속 연구(2007~2008년)에 따르면 야당 지도자인 데이비드 캐머런의 보도는 토니 블레어 총리의 보도보다 그의 사생활에 더 초점을 맞춘 반면, 고든 브라운 총리의 보도는 덜하여 특정 지도자의 중요성이 시사되었다. 여기에는 그들의 사생활이 받는 관심의 정도가 포함된다.
그러나 1949년부터 2003년까지 16개 캠페인에 대한 이스라엘의 주요 신문 두 곳의 선거 보도를 살펴본 Rahat과 Sheafer는 후보자의 개인 생활에 대한 언론 보도에서 큰 경향을 발견하지 못했고 개인 생활에 대한 초점은 뉴스의 15%를 넘지 않았다.
또한, 지금까지 Stanyer가 실시한 유일한 비교 연구에서는 국가 간 몇 가지 흥미로운 차이점이 발견되었다. 7개 민주주의 국가(호주, 프랑스, 독일, 이탈리아, 스페인, 영국, 미국)의 스캔들 없는 언론 보도를 살펴보면, 다른 국가에 비해 영국과 미국에서 협박이 더 만연한 것으로 나타났다. 이에 대해 Stanyer는 국가 간의 차이를 설명할 수 있는 새로운 통신 기술이나 타블로이드화와 같은 마법의 인과 관계는 없다고 주장하면서 오히려 결과는 필요 요인과 충분 요인이 함께 작용하는 복잡한 상호 작용의 결과라고 주장한다. 특히 여기에는 정치인의 나이를 포함한 개인적 요인, 타블로이드 언론 의 규모, 공인에 대한 개인 정보 보호 유무와 같은 미디어 조건, 정치 시스템의 성격과 같은 정치적 요인이 포함된다.